# 橘為仲
橘為仲（たちばな の ためなか、長和3年（1014年）左右 - 應德2年10月21日（1085年11月11日）），平安時代後期的公家、歌人。筑前守橘義通之子。官位正四位下、太皇太后宮亮。

## 經歷
官職有藏人、左衛門權佐、太皇太后宮亮一方面服務，曾經擔任淡路守、越後守、陸奧守這些地方官。是受領歌人其中之一，在藤原賴通時期的歌會上活躍，可以視作是和歌六人黨當中的一位。
敕撰和歌集收錄內容中的「後拾遺和歌集」，有其10首作品被選入。也著有家集「橘為仲朝臣集」（「為仲集」）、日記「橘為仲記」（亡佚）。

## 系譜
- 父：橘義通
- 母：藤原拳直之女
- 妻：不詳
  - 子：橘義仲